# Dave Thomas (cestista)
David Barrington Stanley Thomas, detto Dave (Brampton, 4 dicembre 1976), è un ex cestista e dirigente sportivo canadese, professionista in Australia.

## Carriera
Con il Canada ha disputato i Campionati mondiali del 2002 e i Campionati americani del 2007.

## Palmarès
- Campione NCAA (2000)